# George Mercer (Offizier)
George Mercer (* 23. Juni 1733 in der Colony of Virginia; † April 1784 in London) war ein britisch-amerikanischer Offizier.

## Leben
Mercer war der Sohn des irischamerikanischen Anwalts John Mercer und seiner ersten Frau Catherine Mason Mercer. James Mercer und John Francis Mercer waren seine jüngeren Brüder.
Mercer arbeitete in seiner Jugend als Landvermesser. Während des Siebenjährigen Krieges (French and Indian War) trat er 1754 dem First Virginia Regiment als lieutenant bei. Dieses war unter dem Befehl vom späteren Präsidenten George Washington. In der desaströsen Schlacht um Fort Necessity wurde er verwundet und zum captain befördert. Nachdem er drei Jahre lang von 1755 bis 1758 als Washingtons aide-de-camp gedient hatte, wurde er ins Second Virginia Regiment versetzt und zum lieutenant colonel befördert. Er war unter dem General John Forbes an der Rückeroberung des Fort Duquesne beteiligt.
Nach dem Krieg war er von 1761 bis 1765 Mitglied des House of Burgesses. 1765 wurde er zum stamp collector, also zum Vollstrecker des Stamp Acts, leget sein Amt aber schon bald wegen des Widerstands der Öffentlichkeit gegen das Gesetz nieder und zog nach England. Dort sagte er vor dem Parlament aus, dass der Stamp Act ohne Waffengewalt nicht mehr auszuführen sei. Er blieb auch während der Amerikanischen Revolution in England. Als Loyalist stellte er sich gegen einen Großteil seiner Familie, darunter den führenden Gründervater George Mason. Er verstarb 1784 in London nachdem er für eine Psychische Störung behandelt wurde.